# 小早川愛
小早川 愛（こばやかわ あい、1971年2月28日 - ）は、ハーブ農場出身のハーブ専門家。「ハーブコンシェルジュ」を名乗り、主にハーブの魅力と使い方を解説している。

## 人物
上智大学外国語学部イスパニア語学科卒業後、1994年、新卒で映画配給会社のギャガに入社。第4子出産を機に離職し、5年間の専業主婦を経て、ハローワークを訪問。伝票を書く経理職を斡旋されて埼玉にあるハーブ農場㈱ポタジェガーデンの東京事務所に入社。入社して1年後には営業も兼務することになり、ハーブに関する知識を深めた。
2020年4月ハーブレシピ本の自費出版をきっかけに会社の枠を超えた活動が広がり、TBS「マツコの知らない世界」出演、産経新聞「ハーブと暮らす」連載、日本薬科大学「漢方アロマコース」講師に就任。
2021年3月には、ハーブの魅力を伝えるための株式会社HERBiSを設立。
2021年11月、初の紙の書籍「わたしに効くハーブ大全」を主婦の友社より出版。
2022年1月、ソルダーレジスト分野で世界シェアトップクラスを誇る化学メーカー太陽ホールディングス㈱の社員食堂メニュー監修やハーブ栽培指導も行う。
2022年4月より音声プラットフォーム「Voicy」パーソナリティ―就任。
2022年6月、「小石川植物祭」PRディレクターに就任。
2023年2月2冊目となる料理レシピ本「がんばらないハーブごはん」を主婦の友社より出版。現在もハーブ農場で新規営業・販促催事を担当。

## 活動

### 著書
- 『作って、食べて、満たされて 私を幸せにするハーブレシピ』 (2020年4月、ASIN B08733QYRB)
- 『わたしに効くハーブ大全』 (2021年12月、ISBN 978-4-07-449444-6)[10]
- 『がんばらないハーブごはん』（2023年2月、ISBN：978-4-07-453374-9）

### 出演
- マツコの知らない世界（2020年9月1日）[11][12]
- 株式会社からだにいいこと　カムトレオンラインイベント（2021年2月26日）
- スーパーJチャンネル （2021年3月15日）[13]
- 連続小説「漂うわたし」（今井雅子作、第8話、第13話、第31話、2021年～）
- 昼めし旅 〜あなたのご飯見せてください!〜（2021年6月10日）[14]
- 全日本ズボラ主婦連合会　FBオンラインライブ（2021年11月26日）
- 主婦の友社暮らしニスタ　インスタLIVEゲスト出演（2022年2月18日、オンライン）
- FM FUJI　「ACTUS」内ミートアップコーナー（2022年9月13日）
- YouTubeちゃんねる「園芸超人カーメン君ガーデンチャンネル」コラボ出演（2022年12月22日）
- NHK「あさイチ」　火曜日のコーナー「ツイＱ楽ワザ」（2023年4月11日）
- NHK Eテレ「あしたも晴れ！人生レシピ」出演（2024年7月5日）

### メディアへの監修協力
- バゲット(2020年7月7日、2020年9月1日、2020年12月22日、2022年1月11日、ポタジェガーデン出演)
- がっちりマンデー！（2020年11月22日、ポタジェガーデン出演）

### 掲載
- 朝日新聞デジタル（2020年10月23日）[15]
- 産経新聞連載記事『ハーブと暮らす』（2021年4月9日 - ）[16]
- 女性自身（2021年2月23日号）『STAYハーブで育てて食べる悦び♬』コーナー
- 日本経済新聞NIKKEIプラス１（2021年6月12日）「育てる、使えるローズマリー」
- 日経MJ（2021年11月14日）「ハーブで見つけた活躍の舞台　会社つくって魅力発信」
- ダ・ヴィンチニュース(2021年12月9日)「50代でも白髪・抜け毛が目立たない！ ハーブコンシェルジュが教える“効くハーブ”の本」
- Martweb（2022年1月27日）「今年大注目のスーパーハーブ「エキナセア」は、アイハーブなら手軽に！」
- 日本食糧新聞（2022年2月21日）[17]
- 主婦の友社公式YouTubeチャンネル（2022年4月）
- Martweb（2023年2月20日）すっきり爽やかでクセになる！ 「ハーブ餃子」
- Yahoo!ニュース（2023年4月21日）
- 共同通信社による取材・配信による記事 (2023年12月〜2024年1月)

### 執筆記事
- Babymo.jo（運営：主婦の友社）[18]
- saita（運営：インタースペース）[19]
- 健康2022秋（主婦の友社）「不調をナチュラルにやわらげるハーブで温活」（監修）

### 民間企業・自治体等における活動実績
- 株式会社からだにいいこと　ハーブティーセミナー登壇（2020年10月11日、東武百貨店池袋本店にて）
- 養命酒製造(株)　「ハーブのおさけ」メニュー監修(2020年11月)
- 羽生市立三田ヶ谷小学校　ハーブ苗植え指導（2021年4月22日）
- 鈴木栄光堂　ハーブスイーツ監修参加（2021年6月10日）[20][21]
- キーコーヒー株式会社　夏のハーブカレーレシピ監修（2022年6月）
- アトリエ抹茶「MATCHA×HERB NIGHT」（2022年7月22日）
- 太陽ファルマテック株式会社　厚生施設「T-LINKS」オープニング記念イベント【世界的アスリートと学ぶスポーツ&防災Day at太陽ファルマテック】ハーブランチ監修およびハーブデモンストレーション（2022年11月23日）

### 主催・共催イベント
- ハーブ料理パーティ（2019年5月20日、文京区千石にて）
- 「わたしに効くハーブ大全」出版記念ハーブ料理パーティ(2021年12月10日)
- 「がんばらないハーブごはん」出版記念オンラインイベント（2023年3月11日）

### 取得資格
- スパイス＆ハーブ検定2級＆3級（2017年9月）
- 日本メディカルハーブ協会メディカルハーブコーディネーター（2020年9月）
- 日本メディカルハーブ協会ハーブ＆ライフコーディネーター（2020年9月）
- 日本メディカルハーブ協会ハーバルセラピスト（2021年5月）
- 日本メディカルハーブ協会シニアハーバルセラピスト（2021年12月）